# Túbulo contorcido distal
O túbulo contorcido distal ou parte convoluta do túbulo distal ou pars convoluta do túbulo distal, é o segmento final do túbulo distal, segundo a padronização da International Union of Physiological Sciences. Trata-se de uma estrutura tubular microscópica e retorcida, daí o nome convoluto ou contorcido. O túbulo distal como um todo, é formado pela parte reta e pela parte convoluta.
Neste segmento ocorre um bombeamento constante de íons sódio do interior para o exterior do túbulo. Tal bombeamento se deve a uma bomba de sódio e potássio que, ao mesmo tempo em que transporta ativamente sódio do interior para o exterior do túbulo, faz o contrário com íons potássio. Esta bomba de sódio e potássio é mais eficiente ao sódio do que ao potássio, de maneira que bombeia muito mais sódio do interior para o exterior do túbulo do que o faz com relação ao potássio em sentido contrário. O transporte de íons sódio do interior para o exterior do túbulo atrai íons cloreto (por atração iônica). Sódio com cloreto formam sal que, por sua vez, atrai água. Portanto, no túbulo contornado distal do nefron, observamos um fluxo de sal e água do lumen tubular para o interstício circunvizinho.
A quantidade de sal + água reabsorvidos no túbulo distal depende bastante do nível plasmático do hormônio aldosterona, secretado pelas glândulas supra-renais. Quanto maior for o nível de aldosterona, maior será a reabsorção de NaCl + H2O e maior também será a excreção de potássio.
O transporte de água, acompanhando o sal, depende também de um outro hormônio: ADH (hormônio anti diurético), secretado pela neuro-hipófise. Na presença do ADH a membrana do túbulo distal se torna bastante permeável à água, possibilitando sua reabsorção. Já na sua ausência, uma quantidade muito pequena de água acompanha o sal, devido a uma acentuada redução na permeabilidade à mesma neste segmento.